# Schreibblockade
Eine Schreibblockade (auch Schreibstau oder Writer’s block) ist ein psychisches Phänomen, bei dessen Auftreten ein Autor dauerhaft oder vorübergehend nicht in der Lage zu schreiben ist. Sie kann als Spezialfall der Kreativitätsblockade gesehen werden. Darunter leiden besonders Schriftsteller, Journalisten und Studenten beim Schreiben von Haus- und Examensarbeiten.

## Erscheinungsformen
Im Einzelnen kann eine Schreibblockade die folgenden Erscheinungsformen aufweisen:
- Es fällt schwer, einen Textanfang zu finden.[4]
- Der Text wird zwar geplant, es gelingt aber nicht, ihn zu schreiben.[5]
- Der Schreibprozess wird – oft mehrfach – unterbrochen und häufig auch ganz abgebrochen.[6]
- Der Verfasserin bzw. dem Verfasser erscheint das bisher Geschriebene als nicht gut genug.[7]
- Die Ideen und/oder die Formulierungen bleiben aus.[8]
- Das Schreiben wird als qualvoll empfunden. Häufig treten schon beim Gedanken an die Anfertigung der Arbeit oder beim Anblick des Bildschirms körperliche Symptome wie Unwohlsein oder Nervosität auf und es werden Vermeidungshandlungen wie Aufräumen, Putzen etc. ausgeführt.[9]
- Passagen aus fremden Texten werden nicht in eigenen Worten wiedergegeben, sondern es wird wörtlich zitiert. Der eigene Text wird dadurch zu umfangreich und es entstehen Brüche. Beides führt häufig zum Abbruch.[10]

Ähnliche Blockaden können auch in anderen Kommunikationsbereichen auftreten, zum Beispiel in der bildenden Kunst (Zeichenblockade). Das Gegenstück zur Schreibblockade ist der Schreibzwang (Hypergraphie). Beide Phänomene können auch bei ein und demselben Autor auftreten, wobei eine Schreibblockade jeder erleiden kann, während die häufig krankhaften Schreibzwänge erheblich seltener auftreten.

## Ursachen
In Beratungsgesprächen mit blockierten Schreibern ließen sich unter anderem die folgenden Ursachen ausfindig machen:
- Eine innere Auflehnung gegen diese Anforderung.[13]
- Fehlende oder unzureichende Konzepte.[14]
- Der Anspruch, sofort einen fehlerfreien, perfekten Text schreiben zu müssen.[15]
- Komplexe, aus mehreren Erzählsträngen bestehende und daher schwer überschaubare Struktur der zu schreibenden Texte.[16]
- Ein Zuviel an zu verschriftlichendem Material oder Unordnung desselben.[17]
- Eine unzureichende oder falsche Vorstellung von einem künftigen Leser, insbesondere die Angst vor einem überaus kritischen Leser, zum Beispiel vor dem Professor, der eine Haus- oder Examensarbeit  beurteilen wird.[18]
- Angst zu versagen und sich vor anderen zu blamieren.[19]
- Als weitere Ursache nennt Flaherty psychische Probleme, insbesondere Depression oder bipolare Störungen.[20]
- Neurologisch werden Schreibblockaden mit einer Fehlfunktion des Hirnlappens in Verbindung gebracht.[21]

## Überwindung von Schreibblockaden
Im Gegensatz zu dem krankhaften und als unheilbar geltenden Schreibzwang lassen sich Schreibblockaden im Allgemeinen gut überwinden. Erfahrenen Schreibern gelingt dies meistens ohne fremde Hilfe. In schwerwiegenden Fällen können sich Studierende an die an vielen Universitäten eingerichteten Beratungsstellen wenden. Die dort tätigen Fachkräfte (Psychologen und ausgebildete Schreibberater) erarbeiten zusammen mit den Klienten zuerst eine (vorläufige) Diagnose und erkunden dazu die Details der jeweiligen Störung: Seit wann ist sie aufgetreten? Zum Beispiel schon bei Schulaufsätzen oder erst im Studium? Erst kürzlich oder schon bei früheren Hausarbeiten? Bei welchen Textarten? Eher beim Planen oder eher beim Formulieren? Was fällt beim Schreiben leicht und was schwer? Könnten auch psychische Probleme eine Rolle spielen?
Stellt sich heraus, dass inadäquate Schreibstrategien im Vordergrund stehen, entwickeln die Beratenden – wieder zusammen mit den Studierenden – alternative Strategien. Bei schwerwiegenden psychischen Problemen empfiehlt es sich, ärztliche und psychotherapeutische Unterstützung in Anspruch zu nehmen.

## Schreibblockaden in Literatur und Film
Schreibblockaden (und deren Überwindung) sind ein durchaus beliebtes Thema in der fiktionalen Literatur und im Film, was zeigt, dass die Schreibblockade selbst auch zur Inspiration genutzt werden kann. Der Schriftsteller Stephen King beispielsweise bringt seine eigenen Erfahrungen gleich in mehreren Romanen ein.
Weitere Autoren, die bekanntermaßen an schwerwiegenden Schreibblockaden litten:
- Douglas Adams
- Robert Lynn Asprin
- Samuel Beckett
- Bruce Chatwin
- Joseph Conrad
- Fjodor Dostojewski
- Max Goldt
- Knut Hamsun
- Ernest Hemingway
- Uwe Johnson[25]
- Franz Kafka[26]
- Jack London
- Elizabeth A. Lynn
- Heiner Müller
- Robert Musil
- Marcel Proust
- Arthur Rimbaud
- J.R.R. Tolkien
- Robert Walser
- Tom Wolfe

Schreibblockaden in Romanen:
- Sara, Stark, Das geheime Fenster und Shining von Stephen King
- Die Wahrheit über den Fall Harry Quebert von Joël Dicker
- Bech in Bedrängnis von John Updike
- Der nächtliche Lauscher von Armistead Maupin
- Die Insel der nackten Frauen von Inger Frimansson
- Frühstück bei Tiffany von Truman Capote
- La télévision von Jean-Philippe Toussaint
- Leo Kaplan von Leon de Winter
- Nacht des Orakels von Paul Auster
- Perlmanns Schweigen von Pascal Mercier
- Schwere Stunde von Thomas Mann
- Die Pest von Albert Camus
- Zusammenstöße von Yael Hedaya
- Deutschstunde von Siegfried Lenz
- Beton und Das Kalkwerk von Thomas Bernhard
- Selige Zeiten, brüchige Welt von Robert Menasse
- Die Stadt der träumenden Bücher von Walter Moers
- Die Känguru-Offenbarung von Marc-Uwe Kling

Schreibblockaden als Thema im Film:
- Achteinhalb
- Adaption.
- Barton Fink
- Californication (Fernsehserie)
- Das geheime Fenster
- Die Wahrheit über Männer
- Forrester – Gefunden!
- Frühstück bei Tiffany
- Harry außer sich
- Schmeiß’ die Mama aus dem Zug!
- Schräger als Fiktion
- Shakespeare in Love
- Shining
- Smoke
- Swimming Pool
- Die WonderBoys
- Ohne Limit